# أولاد لمحرك (لمزاوير)
أولاد لمحرك هو دُوَّار يقع بجماعة سيدي علي بن حمدوش، إقليم الجديدة، جهة الدار البيضاء سطات في المملكة المغربية. ينتمي الدوّار لمشيخة لمزاوير التي تضم 13 دوار. يقدر عدد سكانه بـ 312 نسمة حسب الإحصاء الرسمي للسكان والسكنى لسنة 2004.

## روابط خارجية
- البوابة الوطنية للجماعات الترابية
- المندوبية السامية للتخطيط